# Episothalma sisunaga
Episothalma sisunaga är en fjärilsart som beskrevs av Walker 1861. Episothalma sisunaga ingår i släktet Episothalma och familjen mätare. Inga underarter finns listade i Catalogue of Life.